# Christian Sabbagh
Christian Sabbagh (n. 28 ianuarie 1972, București, România) este un prezentator de televiziune și jurnalist român, cunoscut atât pentru emisiunile sale de investigații, cât și pentru perioada în care a fost corespondent de război. Din 2010 este prezentator de știri în cadrul postului de televiziune Kanal D.

## Biografie
Christian Sabbagh s-a născut la data de 28 ianuarie 1972, în București, România, din tată libanez și mamă româncă. Copilăria și-a petrecut-o atât în localitatea Vălenii de Munte, cât și în Liban, în perioada Războiului Civil. În Liban, a urmat cursurile Colegiului de Preoți din Beirut, dar pe care nu le-a finalizat, însă. În 1986 se întoarce în România, unde își finalizează studiile preuniversitare și urmează cursurile Facultății de Filosofie și Jurnalism din cadrul Universității Spiru Haret, pe care a absolvit-o în anul 1996.
După o încercare eșuată de a se înscrie la Academia de Poliție „Alexandru Ioan Cuza”, din cauza dublei cetățenii, Sabbagh se reprofilează și debutează în presă începând cu anul 1994, publicând în Jurnalul Național primul articol de investigație, care trata un caz de evaziune fiscală comis de câțiva cetățeni arabi. În aceeași perioadă, a mai publicat articole pentru Evenimentul zilei, dar și pentru un ziar local din Pitești. Ulterior, colaborează cu postul de televiziune Prima TV, unde avea să prezinte emisiunea de investigații „112 - Poliția în acțiune”. Emisiunea, cunoscută pe plan național, prezenta amănunțit diverse cazuri reale, prin reconstituiri, descinderi și percheziții filmate, precum și prin realizarea de interviuri cu infractori și operatori din cadrul organelor de poliție. Emisiunea nu a fost, însă, lipsit de controverse, postul de televiziune fiind somat de Consiliul Național al Audiovizualului, în anul 2009, pentru că, în cadrul emisiunii, a fost prezentat cazul unei crime, folosind imagini necenzurate în care apăreau victima și autorul crimei, cadre care au fost folosite inclusiv pentru promovarea emisiunii, în afara intervalelor orare stabilite legal. În anul 2010, Christian Sabbagh încetează colaborarea cu Prima TV și devine prezentator de știri, în locul Danei Războiu, în cadrul postului de televiziune Kanal D.
Christian Sabbagh a fost corespondent de război în țări precum Iugoslavia (unde a supraviețuit unui atac cu rachetă asupra unui convoi umanitar al Crucii Roșii, în anul 1999), Liban, Libia (unde s-a implicat în salvarea și readucerea în țară a 33 de muncitori români, pe perioada Războiului Civil Libian), Siria, Ucraina.

## Viața personală
Christian Sabbagh a fost căsătorit pentru scurt timp cu prima soție, Adelina, din această căsnicie având un copil - Eduard. Între 2004 și 2014 a fost căsătorit cu Luiza Camelia Sabbagh, din această căsătorie rezultând un copil - Yasmine. Din 2017 este căsătorit cu Iulia Sabbagh, cei doi având împreună doi copii - Anais și Christian Jr.
În anul 2024, Christian Sabbagh a suferit un accident vascular cerebral, exprimându-și public, pe rețelele de socializare, nemulțumirea față de sistemul public de sănătate din România.